# Koers-boekwaardeverhouding
De koers-boekwaardeverhouding of KBV (Engels: P/B Ratio of P/BV) is een financiële ratio gebruikt om de huidige marktwaarde van een bedrijf met zijn netto boekwaarde, dit is het eigen vermogen, te vergelijken.
De berekening is als volgt:
{\displaystyle {\text{KBV}}={\frac {\text{Aandelenkoers}}{\text{Boekwaarde per aandeel}}}}
Deze bovenstaande berekening is gedaan per aandeel, maar eenzelfde uitkomst wordt verkregen door de beurswaarde van het bedrijf te delen door de totale netto boekwaarde, dat is bezittingen minus schulden, afgeleid van de balans van hetzelfde bedrijf.
VoorbeeldOp de balansdatum heeft een onderneming 600 miljoen euro aan activa en er is 100 miljoen euro aan vreemd vermogen. De netto boekwaarde is dan 500 miljoen euro (= 600−100). De onderneming heeft 200 miljoen aandelen in omloop. De boekwaarde per aandeel is dan 2,50 euro (= 500/200). Bij een actuele aandelenkoers van 2 euro is de KBV 0,8 (= 2,0/2,5).
Zoals met veel ratio's varieert de KBV uitkomst per sector of bedrijfstak. Industrieën die veel kapitaal, grond, fabrieken, machines en voorraden, nodig hebben voor elke euro aan winst, zullen gewoonlijk een lagere KBV hebben dan bijvoorbeeld internetbedrijven die nauwelijks dure bedrijfsmiddelen nodig hebben. De KBV wordt vooral gebruikt om banken, onroerend goed- of beleggingsmaatschappijen te vergelijken, aangezien de meeste activa en passiva aan marktwaarden worden gewaardeerd.
De KBV geeft inzicht wat er voor een belegger of investeerder overblijft indien het bedrijf failliet gaat. Voor bedrijven in financiële problemen, wordt de boekwaarde veelal verrekend zonder de immateriële activa, omdat de verkoopwaarde daarvan uitermate onzeker is.
Tot slot is er een relatie tussen de KBV en het rendement op eigen vermogen. Als het rendement hoger is dan de kosten van eigen vermogen dan zal de KBV groter zijn dan een (1), ligt het rendement eronder dan zal de KBV kleiner zijn dan een.